# Tori-Gare
Tori-Gare ist eine Stadt und ein Arrondissement im Departement Atlantique in Benin. Es ist eine Verwaltungseinheit, die der Gerichtsbarkeit der Kommune Tori-Bossito untersteht.
Durch den Ort führt eine Nord-Süd-Bahnverbindung. Die Haltestelle ist nach der Kommune benannt.

## Demografie und Verwaltung
Gemäß der Volkszählung 2013 des beninischen Statistikamtes INSAE  hatte das Arrondissement 9250 Einwohner, davon waren 4473 männlich und 4777 weiblich.
Von den 58 Dörfern und Quartieren der Kommune Tori-Bossito entfallen acht auf Tori-Gare:
1. Agazoun
2. Agouako
3. Akadjamè
4. Ayikinko
5. Dossou-somey
6. Gbègoudo
7. Sèïgonmè
8. Tori-Gare Centre